# Les Pins
Les Pins là một xã thuộc tỉnh Charente trong vùng Nouvelle-Aquitaine tây nam nước Pháp. Xã này có độ cao trung bình 123 mét trên mực nước biển.